# Morgondagen är vår
Morgondagen är vår (originaltitel: All That Heaven Allows) är en amerikansk romantisk dramafilm från 1955 i regi av Douglas Sirk, med Jane Wyman och Rock Hudson i huvudrollerna.

## Handling
Den rika änkan Cary Scott (Jane Wyman) bor i en rik förort i New England. Hon blir ständigt uppvaktad av personer i hennes närhet, men hon avvisar alla tills hon fattar intresse för hennes trädgårdsmästare, Ron Kirby (Rock Hudson), som till åldern är mycket yngre än Cary, men är en intelligent, jordnära och respektabel men ändå passionerad man. Ron är nöjd med sitt enkla liv utanför den materialistiska samhället och de två blir förälskade. Ron introducerar henne för hans bekanta, människor som har helt andra ekonomiska förutsättningar, men hon svarar positivt. Cary accepterar hans frieri, men kommer på andra tankar då hennes vänner och barn, som är college-åldern, reagerar negativt. De ser ner på Ron och hans vänner och förkastar Cary för detta socialt oacceptabla arrangemang. Så småningom böjer sig Cary för trycket och avbryter förlovningen.
Cary och Ron fortsätter sina separata liv, båda med ånger över uppbrottet. Carys barn flyttar snart ut. För att trösta sin mamma köper hennes son henne en TV-apparat för att hålla henne sällskap, men innan detta sker ber hennes dotter henne om ursäkt för hennes tidigare impulsiva och dåraktiga reaktion på Ron. Hon säger att det fortfarande finns möjlighet att ändra sig om hon verkligen älskar Ron. Dessutom påpekar Carys läkare att Cary nu är ensammare än hon var före mötet Ron.
När Ron drabbas av en livshotande olycka inser Cary hur fel hon haft då hon låtit andra människors åsikter och ytliga sociala konventioner diktera hennes livsval. Hon bestämmer sig för att acceptera livet Ron erbjuder henne. När Ron återhämtar sig, befinner Cary sig vid hans säng och berättar för honom att hon har kommit hem.

## Rollista
| Jane Wyman       | – Cary Scott       |
| Rock Hudson      | – Ron Kirby        |
| Agnes Moorehead  | – Sara Warren      |
| Conrad Nagel     | – Harvey           |
| Virginia Grey    | – Alida Anderson   |
| Gloria Talbott   | – Kay Scott        |
| William Reynolds | – Ned Scott        |
| Charles Drake    | – Mick Anderson    |
| Hayden Rorke     | – Dr. Dan Hennessy |
| Jacqueline deWit | – Mona Plash       |
| Leigh Snowden    | – Jo-Ann           |
| Donald Curtis    | – Howard Hoffer    |
| Alex Gerry       | – George Warren    |
| Nestor Paiva     | – Manuel           |
| Forrest Lewis    | – Mr. Weeks        |
| Tol Avery        | – Tom Allenby      |
| Merry Anders     | – Mary Ann         |

## Eftermäle
Morgondagen är vår fungerade som inspirationskälla till Rainer Werner Fassbinders film Rädsla urholkar själen (1974), där en äldre västtysk kvinna förälskar sig i en yngre gästarbetande arabisk man. Filmen parodieras i John Waters film Polyester (1981). Todd Haynes film Far from Heaven (2002) är en hyllning till Sirks verk, särskilt Morgondagen är vår och Den stora lögnen (1959). François Ozons film 8 kvinnor (2002) innehåller likadana vinterscener och scenerna med hjorten, som i Morgondagen är vår.